# Administración Nacional de Telecomunicaciones
L'Administración Nacional de Telecomunicaciones, meglio conosciuta con l'acronimo ANTEL, è stata una società di calcio salvadoregna, con sede a San Salvador.

## Storia
La squadra venne fondata nel 1963 per decreto legislativo come rappresentante della locale azienda nazionale di telecomunicazione. Militò per due stagioni nel massimo campionato salvadoregno, dal 1975 al 1977, ottenendo come miglior piazzamento l'ottavo posto nella stagione 1976-1977. La squadra al termine di quel campionato si ritirò dalla massima divisione non tornandovi più, per poi cessare ogni attività nel 2007. Tra le sue file esordì il giocatore più rappresentativo del calcio salvadoregno, Mágico González, che vi militò nella stagione 1975-1976.